# 宮本悦朗
宮本 悦朗（みやもと えつろう、1948年1月15日 - ）は、日本の歌手。内山田洋とクール・ファイブに所属し、キーボードとバックコーラスを担当してた。バラエティー番組では、笑顔と「ハゲ」キャラで人気があった。
長崎県対馬市美津島町賀谷出身。千葉県習志野市で歌謡スナック「クール101」のスタッフを勤める。

## 来歴
1948年1月15日、長崎県対馬に生まれる。家は父が漁師を営んでいた。
音楽の教師を目標に、長崎大学教育学部を第1志望としてピアノを習い、受験勉強を行いが、高校3年生の時に父が急逝し、受験のほうも失敗で2浪することになる。対馬にも帰れず、長崎市内のラウンジでピアノ弾き語りをしていた時に内山田洋と出会い、1967年9月の内山田洋とクール・ファイブを結成メンバーに加わる。1968年に栄子夫人と結婚する。
内山田洋とクール・ファイブは、長崎市内の高級クラブ「銀馬車」で歌っていたところをスカウトされて上京し、1969年2月に「長崎は今日も雨だった」でメジャーデビューし、これが超ビッグヒットとなる。
なお、上京した時は長男の誕生直後であった。
内山田洋とクール・ファイブがバラエティー番組『欽ちゃんのドンとやってみよう!』のレギュラー出演となったため、収入が大きく増加したことで、1975年に東京都内の賃貸から、千葉県八千代市勝田台の分譲マンションへ引っ越す。1987年にメインボーカルだった前川清が内山田洋とクール・ファイブを脱退、安定収入を得るために1階をスナックにして営業が行え、2階を住居にできる一戸建住宅を習志野市に購入し、1988年7月7日に歌謡スナッククール101をオープンする。以降、住居は変わっていない（2020年時点）。
- 1994年（平成6年） - グループより独立。「宮本えいこプロダクション」スタート。アルバム「デビュー25周年記念感謝をこめて」CD発売。
- 1995年（平成7年） - シングル「みなと／人生花火」を発売。
- 1996年（平成8年） - 第41回衆議院議員総選挙に新進党公認で千葉県第7区から立候補、53,484票を獲得するが次点で落選。
- 2004年（平成16年） - クール・ファイブ出身「たくみ稜・小林正樹・宮本悦朗」の三人で新ユニット、サニーアンクル結成。
- 2006年（平成18年） - 内山田洋を追悼する意味で、一夜限りの再結成。
- 2010年（平成22年） - 9月、出身地の長崎県対馬市でコンサートを行った際、母校の対馬高等学校の吹奏楽部員の生徒とセッションを行った。

## 人物
歌番組などでは、頭髪が薄いなどの理由から、個性的な外見をもつと紹介される。
薄い頭髪とメガネがトレードマーク。趣味はゴルフ。
音楽教師を目指し、長崎大学教育学部を第1志望としてピアノを習い猛勉強するが、高3の秋に、父親が急逝。受験も失敗続きで2浪したが不合格。実家に帰るに帰れず、長崎のラウンジで弾き語りをしていた時に内山田洋に出会い、1967年9月の内山田洋とクール・ファイブ結成時のメンバーになる。内山田が2006年に逝去以降は前川清がメインボーカルの前川清&クール・ファイブを結成。

## エピソード
- 前川清のそっくりさんである後川清（うしろかわ きよし）の『長崎の今日は晴れだった』のコーラスを、同じ元・クール・ファイブの小林正樹と共に担当。後川清とホット・ファィブとしてCDリリースされる[3]。

## 出演

### 映画
- 恐怖のヤッちゃん（1987年） - 井上久 役

### テレビ
バラエティー番組
- 欽ちゃんのドンとやってみよう（1975年～1980年） - フジテレビ系

テレビドラマ
- タリオ 復讐代行の2人 第2話（2020年10月16日、NHK総合・NHK BS4K） - 陽出教教祖 役